# Verkündigung des Herrn (Prilep)

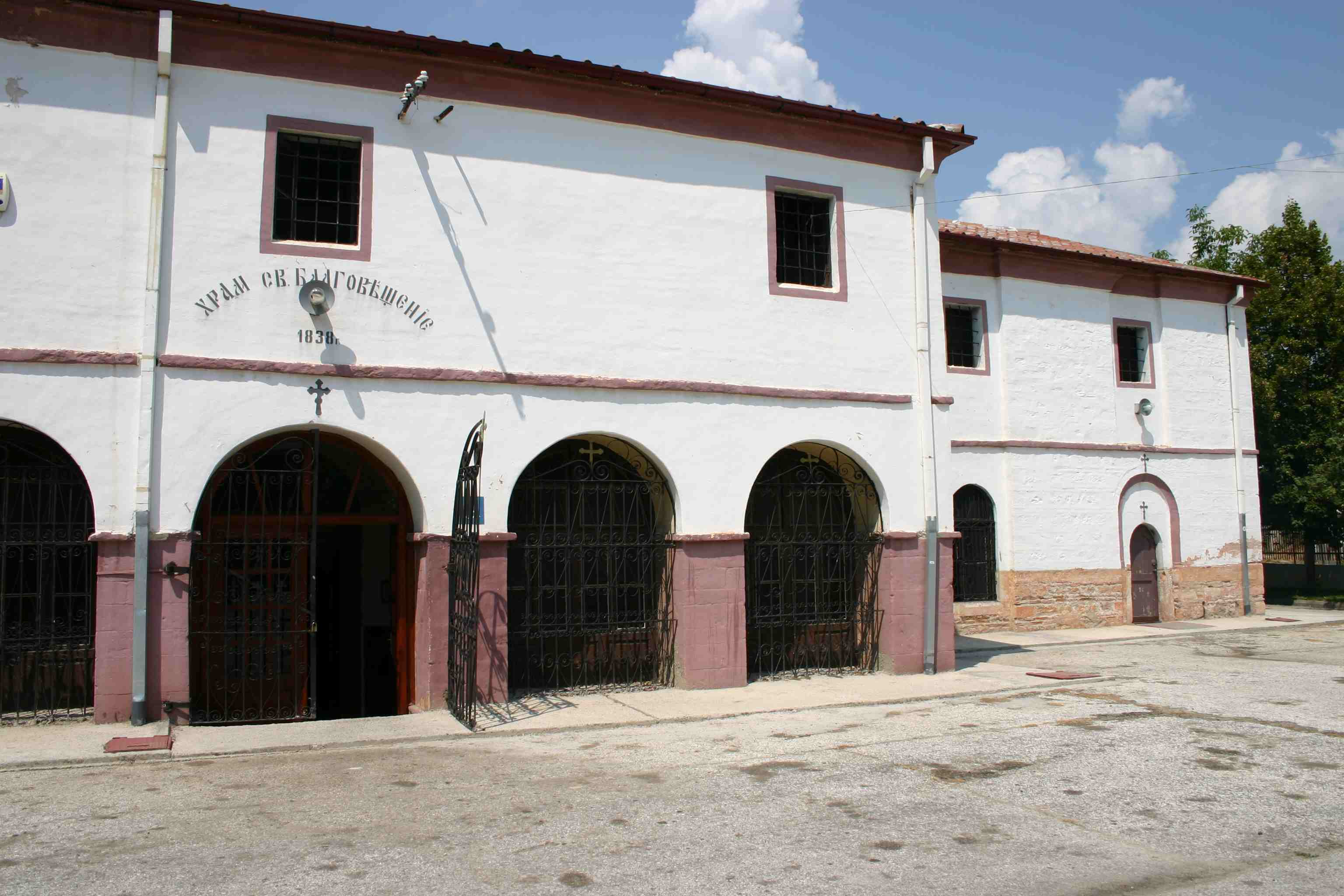
Verkündigung des Herrn Kirche

Die Kirche Verkündigung des Herrn (mazedonisch Благовештение Богородично, bulgarisch Благовещение Богородично) ist eine orthodoxe Kirche aus der Zeit der Bulgarischen Wiedergeburt, im Zentrum der Stadt Prilep (heute Nordmazedonien).
Die Kirche wurde im Jahr 1838 von der bulgarischen Kirchengemeinde im osmanischen Prilep erbaut. In ihr befinden sich eine große Ikonostase von Dimtar Stanischew und Petar Filipow-Garkata sowie Ikonen von A. Zograf und A. Zugaro. Nach der Eroberung Makedoniens 1912/13 durch das Serbische Königreich wurden Teile der Fresken und Ikonen mit Bulgarien-Bezug beschädigt oder zerstört.
Vor der Kirche gibt es das Grab des bulgarischen Freicheitskämpfer Pere Toschew sowie einen bulgarischen Soldatenfriedhof des Ersten und Zweiten Weltkrieges. Der Friedhof wurde jahrzehntelang nicht gepflegt und verfällt zusehends.
Heute gehört die Kirche zur Mazedonisch-Orthodoxen Kirche.

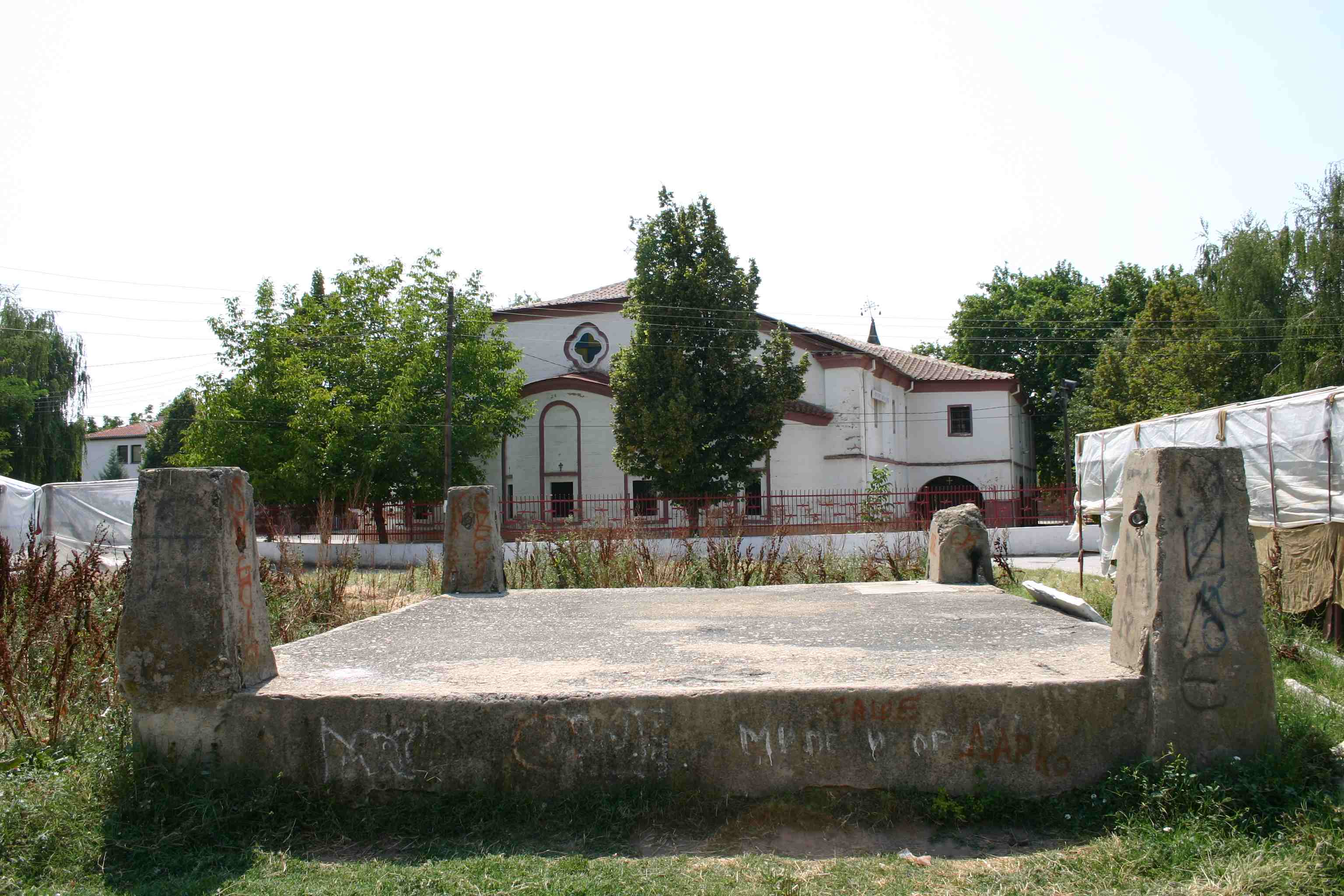
Bulgarischer Soldatenfriedhof vor der Kirche Verkündigung des Herrn
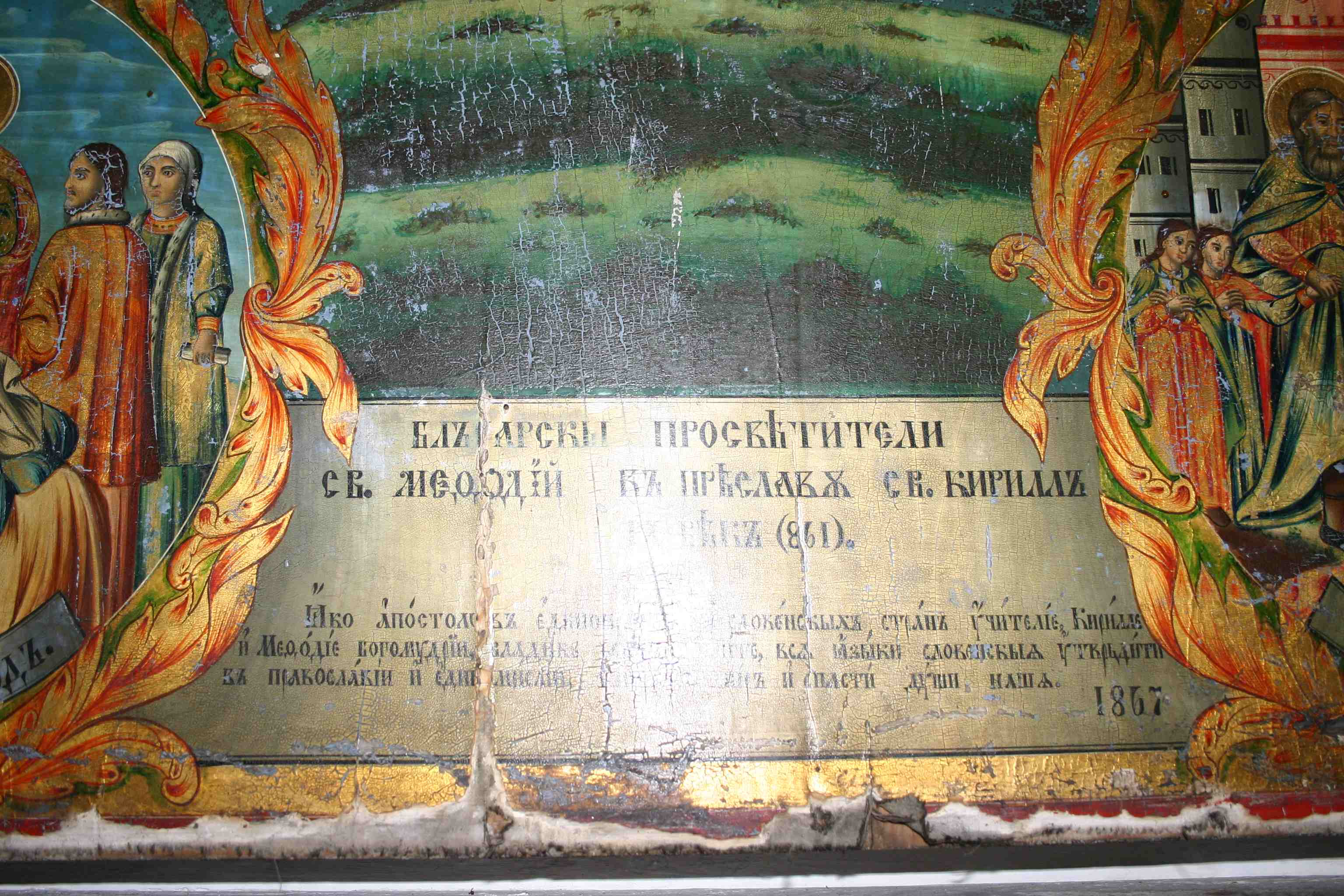
Fragment der Ikone der Heiligen Brüder
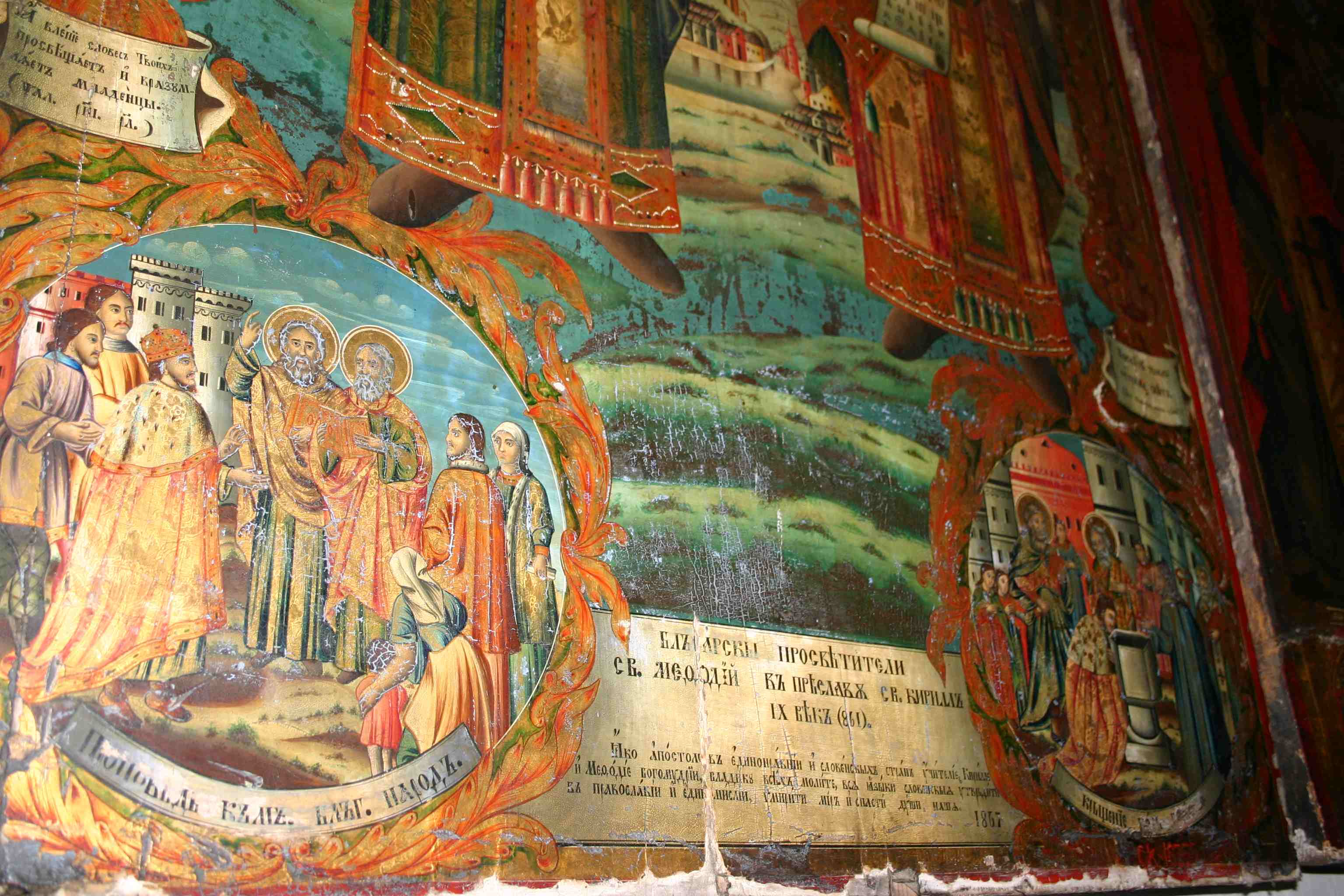
Fragment der Ikone An das bulgarische Volk
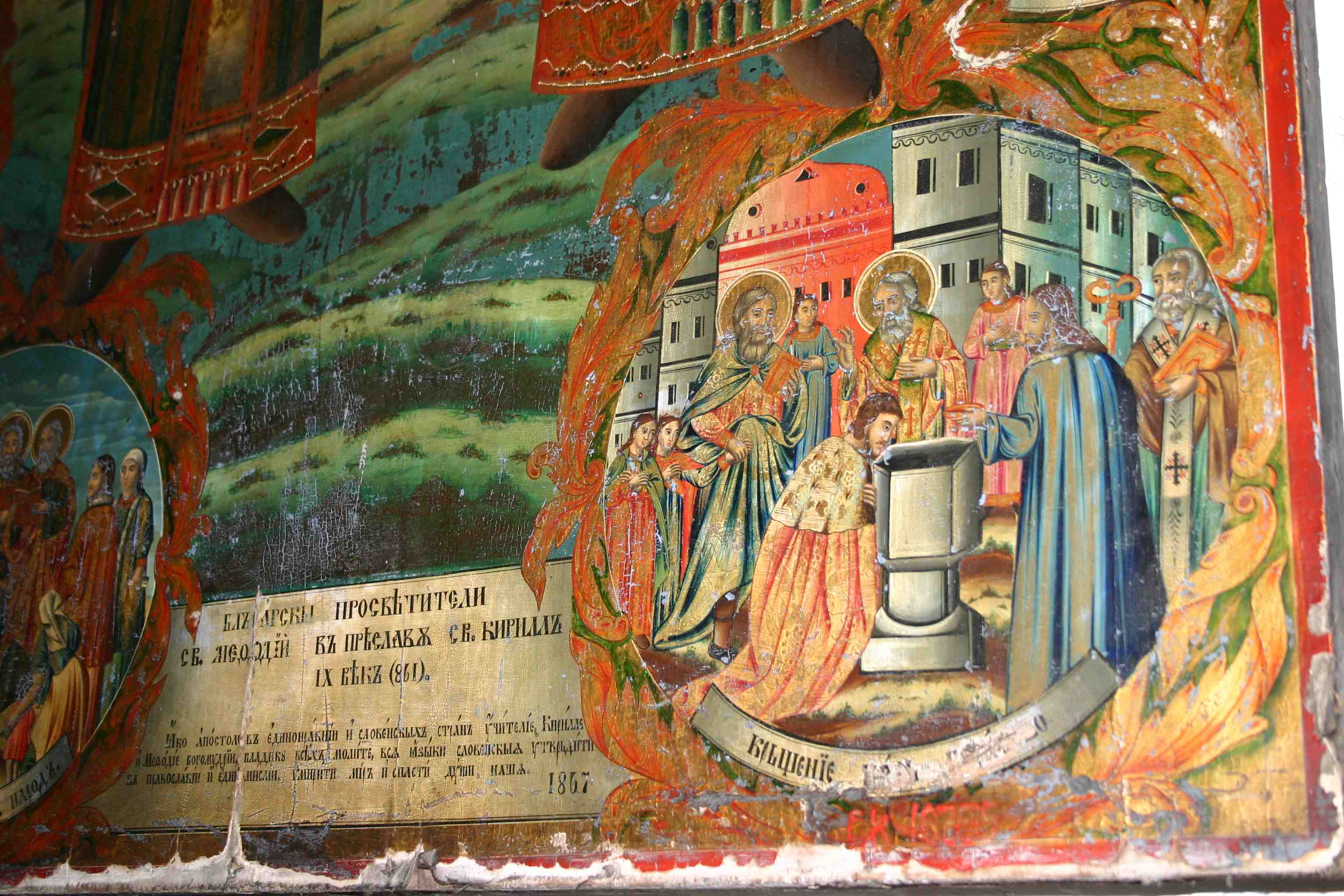
Fragment der Ikone Die Taufe von Zar Boris I., der Name wurde wegradiert
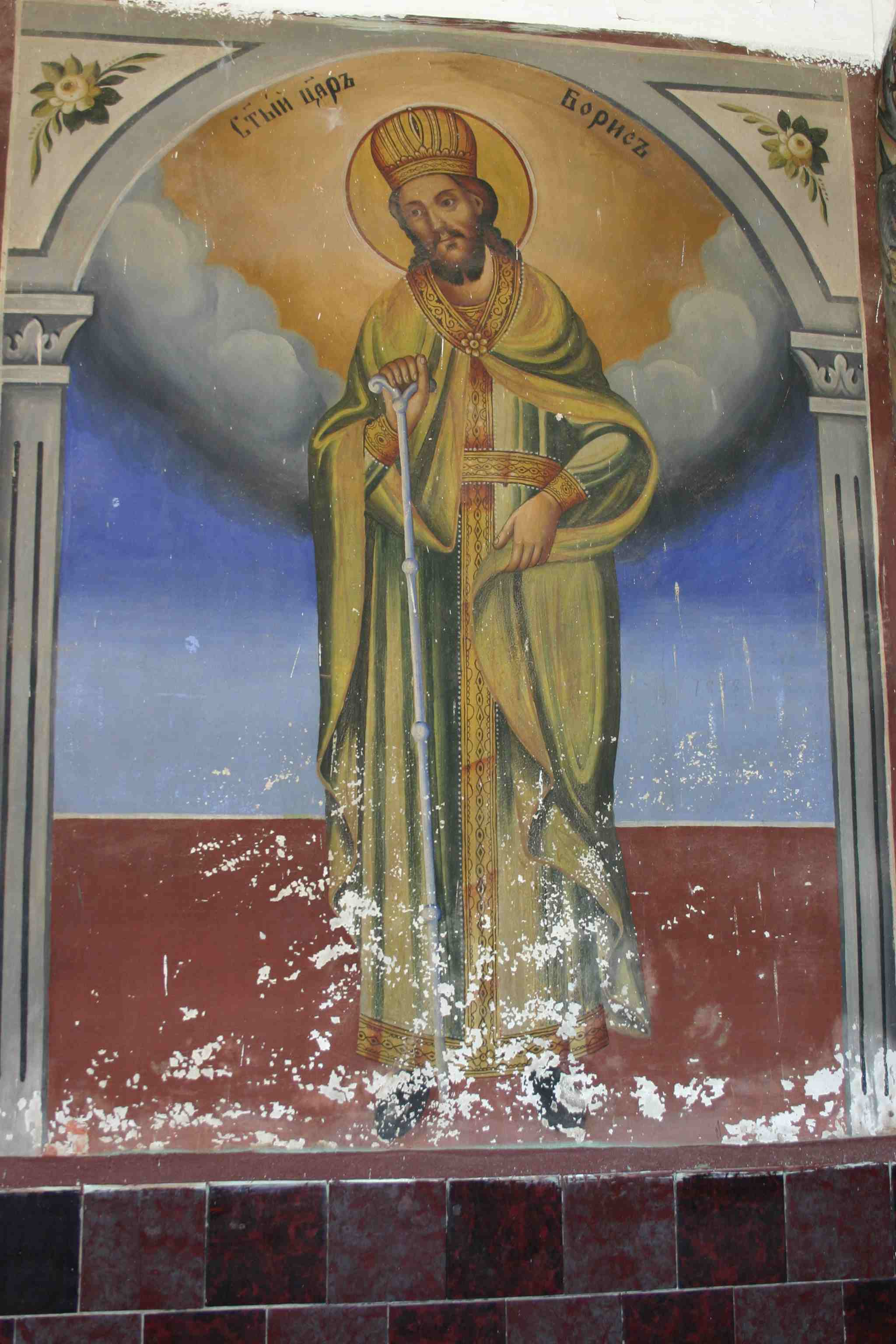
Freske vom bulgarischen Zaren Boris I.
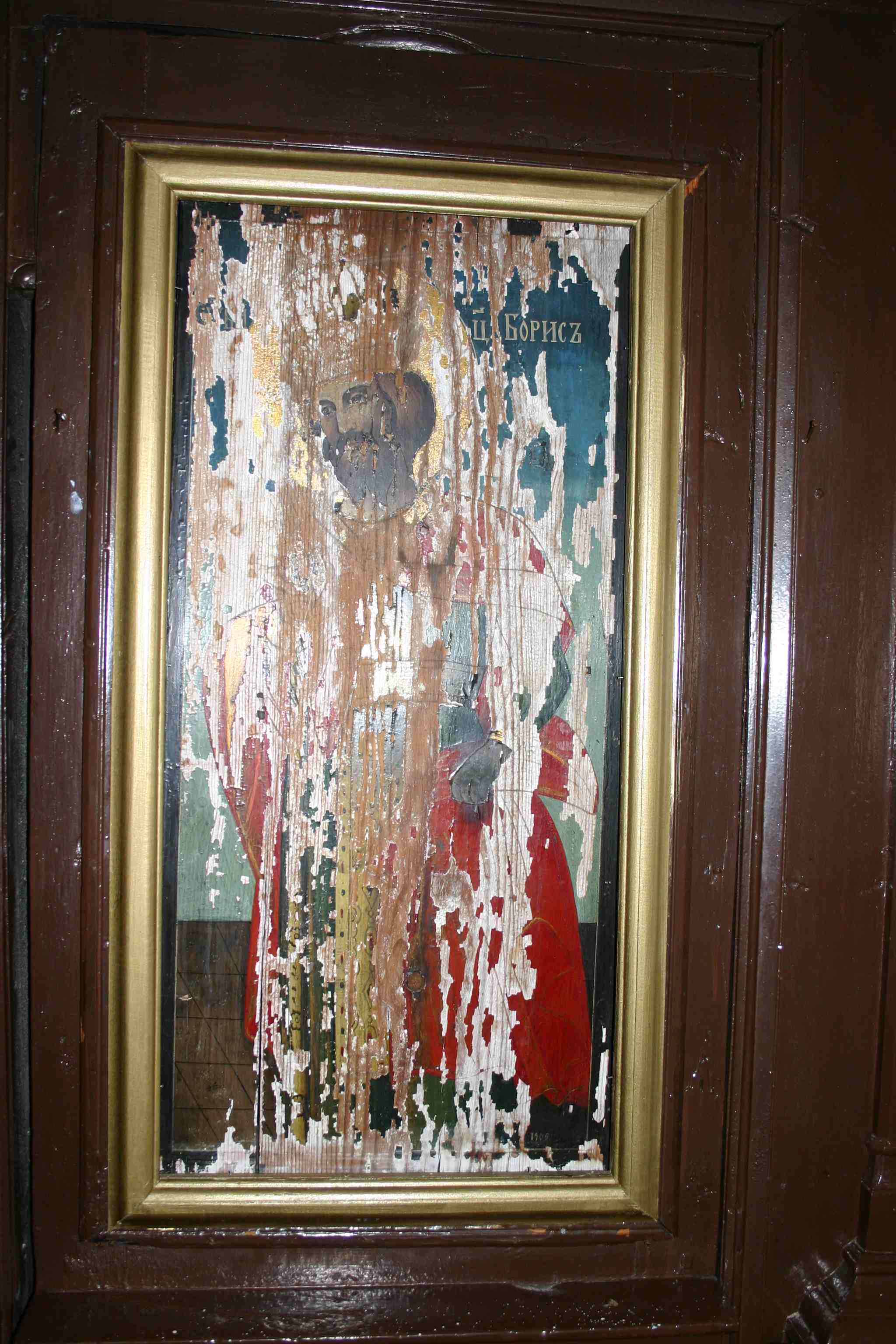
Zerstörte Ikone vom bulgarischen Zaren Boris I.
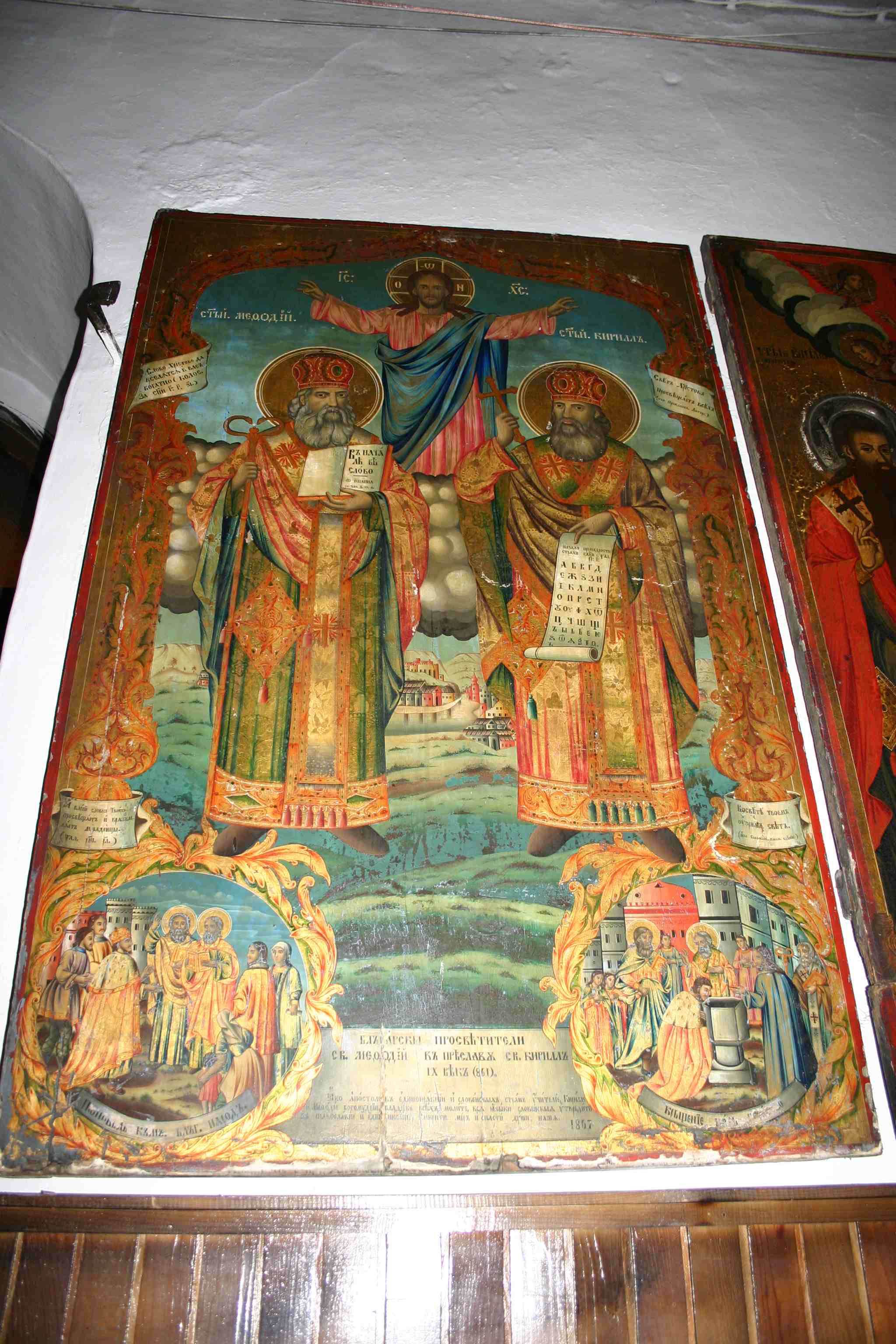
Ikone der Heiligen Brüder Kyril und Methodie

Koordinaten: 41° 20′ 35,6″ N, 21° 33′ 28,8″ O